# Anthophora agama
Anthophora agama är en biart som beskrevs av Radoszkowski 1869. Anthophora agama ingår i släktet pälsbin, och familjen långtungebin. Inga underarter finns listade i Catalogue of Life.